# O Processo do Rei
O Processo do Rei é um filme português de 1990, realizado por João Mário Grilo, com Carlos Daniel, Aurelle Doazan e Antonino Solmer nos principais papéis.

## Sinopse
Este filme é uma encenação do processo que levou à destituição do Rei D. Afonso VI.
A obra cinematográfica, com duração de hora e meia, baseia-se no documento histórico do processo de destituição do sobredito monarca, intentado pela sua cônjuge, D.ª Maria Francisca Isabel de Saboia, por causa quer dos seus achaques físicos (era hemiplégico), tendo sido considerado física e mentalmente diminuído; quer por causa da sua propensão para arroubos e desmandos violentos, com episódios escandalosos de rixas, motins e vida desregrada e indigna de um nobre; mas principalmente, por não ter sido capaz de consumar o matrimónio.
Em todo o caso, o filme não se trata dum documentário histórico. Tem por base o documento do processo real, com todas as limitações historiográficas que aquele oferece, sendo certo que tampouco se preocupa por tomar uma posição isenta ou historicamente muito rigorosa no retracto dos factos, embora para certos autores, como Mirian Tavares, não tenha havido uma ficcionalização propositada dos factos para além do necessário.

## Elenco
- Carlos Daniel... D. Afonso VI
- Aurelle Doazan... D. Maria Francisca de Saboia
- Antonino Solmer... D. Pedro, Infante de Portugal
- Carlos Martins Medeiros... Conde de Castelo-Melhor
- Gérard Hardy... Preyssac, um enviado de Luís XIV
- Muriel Brenner... Ninon
- Filipe Ferrer... padre António Vieira
- Jean Lafront... padre Ville, confidente da rainha
- Jean Rupert... embaixador Saint-Romain
- Paulo Filipe... duque de Cadaval
- Marcello Urgeghe... o secretário de Preyssac
- Nuno Carinhas... marquês de Sande
- Isabel Alves de Carvalho... pintora Josefa de Óbidos
- António Loja Neves... mensageiro
- Manuela Cassola... freira num convento
- Adelaide João